# Шкроб, Александр Моисеевич
Алекса́ндр Моисе́евич Шкроб (23 февраля 1936 — 28 сентября 2007) — советский и российский химик-биоорганик, программист и популяризатор науки, создатель научно-просветительской интернет-библиотеки «Vivos voco!».

## Биография
Окончил МХТИ им. Д. И. Менделеева в 1957 году . Работал на долгопрудненском химическом заводе тонкого органического синтеза, затем в Институте химии природных соединений АН СССР, в Лаборатории молекулярно-графического конструирования лекарств Института биомедицинской химии им. В. Н. Ореховича РАМН (ИБМХ).
В 1964 году защитил диссертацию на соискание учёной степени кандидата химических наук по теме «Реакция оксиацильного включения в пептидные системы».
Был ведущим научным сотрудником ИБМХ. Внёс значительный вклад в изучение структуры и свойств циклодепсипептидов, бактериородопсина, лигнинпероксидазы.
Соавтор, вместе с Ю. А. Овчинниковым и В. Т. Ивановым, фундаментальной монографии «Мембрано-активные комплексоны» (М.: Наука, 1974). Автор публикаций по использованию Интернета в образовании.
Погиб в Новороссийске 28 сентября 2007 года, упав с лестницы в отеле. Похоронен на Хованском кладбище.

## Публикации

### Научные труды
- Либерман Е. А., Топалы В. П., Цофина Л. М., Шкроб А. М. Перенос ионов йода через искусственные фосфолипидные мембраны // Биофизика : журнал. — 1969. — Т. XIV, № 1. — С. 56—61. — ISSN 0006-3029.

- Овчинников Ю. А., Иванов В. Т., Шкроб А. М. Мембрано-активные комплексоны. — Москва: Наука, 1974.

- Сумская Л. В., Чехляева Н. М., Барсуков Л. И., Терехов О. П., Демин В. В., Шкроб А. М., Иванов В. Т., Овчинников Ю. А. Функциональные производные валиномицина и энниатина B как комплексоны и ионофоры // Биоорганическая химия : журнал. — 1976. — Март (т. 2, № 3). — С. 351—364. — ISSN 0132-3423.

- Шкроб А. М., Родионов А. В., Овчинников Ю. А. Обратимый фотоиндуцированный гидролиз альдимина ретиналя в солюбилизированном бактериородопсине // Биоорганическая химия : журнал. — 1978. — Март (т. 4, № 3). — С. 354—359. — ISSN 0132-3423.

- Шкроб А. М., Родионов А. В. Щелочная денатурация бактериородопсина в пурпурных мембранах // Биоорганическая химия : журнал. — 1978. — Март (т. 4, № 3). — С. 360—368. — ISSN 0132-3423.

- Шкроб А. М., Родионов А. В. Множественность форм релаксирующих молекул бактериородопсина // Биоорганическая химия : журнал. — 1978. — Апрель (т. 4, № 4). — С. 500—513. — ISSN 0132-3423.

- Родионов А. В., Шкроб А. М. Гидролиз альдимина ретиналя в бактериородопсине, индуцированный ионами серебра // Биоорганическая химия : журнал. — 1979. — Март (т. 5, № 3). — С. 376—394. — ISSN 0132-3423.

- Овчинников Ю. А., Шкроб А. М., Родионов А. В. Спектральный переход бактериородопсина как индикатор его состояния в пурпурных мембранах // Биоорганическая химия : журнал. — 1980. — Октябрь (т. 6, № 10). — С. 1483—1504. — ISSN 0132-3423.

- Шкроб А. М., Родионов А. В., Овчинников Ю. А. Ароматические аналоги бактериородопсина // Биоорганическая химия : журнал. — 1981. — Август (т. 7, № 8). — С. 1169—1194. — ISSN 0132-3423.

- Родионов А. В., Баирамашвили Д. И., Куделин А. Б., Фейгина М. Ю., Шкроб А. М., Овчинников Ю. А. Акцепторный остаток лизина при фотоиндуцированной миграции ретиналя в бактериородопсине // Биоорганическая химия : журнал. — 1981. — Сентябрь (т. 7, № 9). — С. 1328—1334. — ISSN 0132-3423.

- Шкроб А. М., Левит М. Н., Арчаков А. И. Модельные подходы к изучению механизма действия лигниназы. Чем отличается лигниназа от других пероксидаз? // Биоорганическая химия : журнал. — 1989. — Январь (т. 15, № 1). — С. 53—69. — ISSN 0132-3423.

- Левит М. Н., Шкроб А. М. Лигнин и лигниназа // Биоорганическая химия : журнал. — 1992. — Март (т. 18, № 3). — С. 309—345. — ISSN 0132-3423.

- Шкроб А. М. Реакция окси- и аминоацильного включения // Биоорганическая химия : журнал. — 1994. — Февраль (т. 20, № 2). — С. 100—113. — ISSN 0132-3423.

- Shemyakin M. M., Antonov V. K., Shkrob A. M., Sheinker Yu. N., Senyavina L. B. Cyclol formation in peptide systems. Tautomerism of N-(α-hydroxyacyl)-amides (англ.) // Tetrahedron Letters : журнал. — 1962. — Vol. 3, no. 16. — P. 701—707. — ISSN 0040-4039. — doi:10.1016/S0040-4039(00)70936-1.

- Antonov V. K., Shkrob A. M., Shemyakin M. M. Cyclol formation in peptide systems. III. Rearrangement of N-(β-hydroxypropionyl)-piperidone into a 10-membered cyclodepsipeptide (англ.) // Tetrahedron Letters : журнал. — 1963. — Vol. 4, no. 7. — P. 439—443. — ISSN 0040-4039. — doi:10.1016/S0040-4039(01)90653-7.

- Antonov V. K., Shkrob A. M., Shchelokov V. I., Shemyakin M. M. Cyclol formation in peptide systems. IV. Hydroxy acid incorporation into peptides (англ.) // Tetrahedron Letters : журнал. — 1963. — Vol. 4, no. 21. — P. 1353—1360. — ISSN 0040-4039. — doi:10.1016/S0040-4039(01)90832-9.

- Shemyakin M. M., Ovchinnikov Yu. A., Antonov V. K., Kiryushkin A. A., Ivanov V. T., Shchelokov V. I., Shkrob A. M. Total synthesis of serratomolide. I. Synthesis of O,O′-diacetylserratamolide (англ.) // Tetrahedron Letters : журнал. — 1964. — Vol. 5, no. 1. — P. 47—54. — ISSN 0040-4039. — doi:10.1016/S0040-4039(01)89321-7.

- Shemyakin M. M., Antonov V. K., Shkrob A. M., Shchelokov V. I., Agadzhanyan Z. E. Activation of the amide group by acylation: Hydroxy- and aminoacyl incorporation in peptide systems (англ.) // Tetrahedron : журнал. — 1965. — December (vol. 21, no. 12). — P. 3537—3572. — ISSN 0040-4020. — doi:10.1016/s0040-4020(01)96972-8.

- Shkrob A. M., Krylova Yu. I., Antonov V. K., Shemyakin M. M. A new approach to the synthesis of stable derivatives of azacyclols (англ.) // Tetrahedron Letters : журнал. — 1967. — Vol. 8, no. 28. — P. 2701—2706. — ISSN 0040-4039. — doi:10.1016/S0040-4039(01)89978-0.

- Shemyakin M. M., Ovchinnikov Yu. A., Ivanov V. T., Antonov V. K., Shkrob A. M., Mikhaleva I. I., Evstratov A. V., Malenkov G. G. The physicochemical basis of the functioning of biological membranes: Conformational specificity of the interaction of cyclodepsipeptides with membranes and of their complexation with alkali metal ions (англ.) // Biochemical and Biophysical Research Communications : журнал. — 1967. — 29 December (vol. 29, no. 6). — P. 834—841. — ISSN 0006-291X. — doi:10.1016/0006-291x(67)90295-1.

- Liberman E. A., Topaly V. P., Tsofina L. M., Shkrob A. M. Transfer of iodine ions across artificial phospholipid membranes (англ.) // Biophysics : журнал. — 1969. — Vol. 14, no. 1. — P. 55—61. — ISSN 0006-3509.

- Shemyakin M. M., Ovchinnikov Yu. A., Ivanov V. T., Antonov V. K., Vinogradova E. I., Shkrob A. M., Malenkov G. G., Evstratov A. V., Laine I. A., Melnik E. I., Ryabova I. D. Cyclodepsipeptides as chemical tools for studying ionic transport through membranes (англ.) // The Journal of Membrane Biology : журнал. — 1969. — December (vol. 1, no. 1). — P. 402—430. — ISSN 0022-2631. — doi:10.1007/BF01869790.

- Ivanov V. T., Shkrob A. M. The physicochemical basis of ion transport through biological membranes. Report of a Pre-symposium held in Riga, U.S.S.R. on June 19 and 20, 1970, within the scope of the VII. International Symposium on the Chemistry of Natural Products (англ.) // FEBS Letters : журнал. — 1970. — October (vol. 10, no. 5). — P. 285—291. — ISSN 0014-5793. — doi:10.1016/0014-5793(70)80454-9.

- Shkrob A. M., Mel'nik E. I. Transfer of protons across bilayer lipid membranes in the presence of dibasic phenol. Dependence of the mechanism of conductivity on the pH of aqueous solution (англ.) // Biophysics : журнал. — 1972. — Vol. 17, no. 4. — P. 743—746. — ISSN 0006-3509.

- Barsukov L. I , Shkrob A. M., Bergel'son L. D. Effect of anions on the permeability of the liposomes induced by valinomycin (англ.) // Biophysics : журнал. — 1972. — Vol. 17, no. 6. — P. 1083—1088. — ISSN 0006-3509.

- Shkrob A. M., Mel'nik E. I., Terekhov O. P., Ovchinnikov Yu. A. Use of valinomycin as a probe for investigating the properties of the membranes. I. Non monotonic change in the properties of bilayer membranes of bovine brain lipids with increase in the ionic strength of the bathing solutions (англ.) // Biophysics : журнал. — 1973. — Vol. 18, no. 4. — P. 691—697. — ISSN 0006-3509.

- Demin V. V., Babakov A. V.,  Shkrob A. M., Ovchinnikov Yu. A. Conductivity of bilayer lipid membranes in the presence of valinomycin and lipophilic anions (англ.) // Biophysics : журнал. — 1974. — Vol. 19, no. 4. — P. 675—680. — ISSN 0006-3509.

- Ovchinnikov Yu. A., Ivanov V. T., Shkrob A. M. Membrane-active complexones. — Amsterdam: Elsevier, 1974. — ISBN 9780044441595.

- Ovchinnikov Yu. A., Shkrob A. M., Rodionov A. V., Mitzner B. I. An effective competitive inhibitor of bacterioopsin-retinal recombination (англ.) // FEBS Letters : журнал. — 1979. — 1 January (vol. 97, no. 1). — P. 15—19. — ISSN 0014-5793. — doi:10.1016/0014-5793(79)80041-1.

- Voznesensky A. I., Galanova J. V., Shkrob A. M., Mathanov I. E., Archakov A. I. Conjugation of bleomycin with concanavalin A or immunoglobulin G increases its ability to destroy cell membranes (англ.) // Archives of Biochemistry and Biophysics : журнал. — 1990. — December (vol. 283, no. 2). — P. 519—522. — ISSN 0003-9861. — doi:10.1016/0003-9861(90)90676-p.

### Воспоминания, научно-популярные статьи, эссе
- Шкроб А. М. Первая книга Василия Петрова // Знание — сила : журнал. — 1986. — Март (№ 3). — С. 39—41. — ISSN 0130-1640.

- Шкроб А. М. Не в службу... // Знание — сила : журнал. — 1994. — Август (№ 8). — С. 2—3. — ISSN 0130-1640.

- Шкроб А. М. Всему своё время. 1. Цветной снимок // Химия и жизнь : журнал. — 1995. — № 9. — С. 48—56. — ISSN 0130-5972.

- Шкроб А. М. Всему своё время. 2. Воспитание чувств // Химия и жизнь : журнал. — 1995. — № 10—12. — С. 62—70. — ISSN 0130-5972.

- Шкроб А. М. Utility and progress // Знание — сила : журнал. — 1995. — Декабрь (№ 12). — С. 115—122. — ISSN 0130-1640.

- Шкроб А. М. Время Шемякина // Знание — сила : журнал. — 1996. — Февраль (№ 2). — С. 44—55. — ISSN 0130-1640.

- Шкроб А. М. Всему своё время. 3. Конгресс танцует // Химия и жизнь : журнал. — 1996. — № 1—3. — С. 70—78. — ISSN 0130-5972.

- Шкроб А. М. Всему своё время. 4. Осколки зеркала // Химия и жизнь : журнал. — 1996. — № 4—6. — С. 40—48. — ISSN 0130-5972.

- Шкроб А. М. Молекулы лечат: Двенадцать микробесед о лекарствах. Часть I // Химия и жизнь — XXI век : журнал. — 1998. — Январь (№ 1). — С. 38—44. — ISSN 1727-5903.

- Шкроб А. М. Молекулы лечат: Двенадцать микробесед о лекарствах. Часть II // Химия и жизнь — XXI век : журнал. — 1998. — Февраль (№ 2). — С. 40—46. — ISSN 1727-5903.

- Шкроб А. М. Молекулы лечат: Двенадцать микробесед о лекарствах. Часть III // Химия и жизнь — XXI век : журнал. — 1998. — Март (№ 3). — С. 72—77. — ISSN 1727-5903.

- Шкроб А. М. Я не любитель, я другой... // Компьютерра : журнал. — 1998. — 29 июня (№ 252—253). — ISSN 1815-2198.

- Шкроб А. М. Tabulettae ex machina // Компьютерра : журнал. — 2001. — 5 июня (№ 398). — ISSN 1815-2198.

- Шкроб А. М. Наука чёрного ящика // Домашний компьютер : журнал. — 2001. — Сентябрь (№ 9). — ISSN 1819-2742.

- Шкроб А. М. Интернет и образование // Электронные библиотеки : журнал. — 2001. — 15 декабря (т. 4, № 6). — ISSN 1562-5419.

- Шкроб А. М. Статья о статьях // Природа : журнал. — 2007. — № 11. — С. 52—62. — ISSN 0032-874X.

### Упоминания по Vivo Voco
- Vivos Voco! в каталоге научных и научно-популярных ресурсов Рунета // elementy.ru
- Лаборатория физиологии и генетики поведения Кафедры высшей нервной деятельности МГУ им. М. В. Ломоносова (в числе предлагаемых для ознакомления студентам источников приводится статья сотрудников лаборатории, обнародованная в журнале «Природа» (печатный выпуск) и в сети на портале Vivos Voco): Зорина З. А., Лазарева О. Ф., Смирнова А. А. Умеют ли вороны считать? // Природа. 2001. № 2. С. 72-79.
- Сообщение о Vivos Voco // Русский журнал
- VIVOS VOCO — ОПЫТ ДЛИНОЙ В ПЯТЬ ЛЕТ // Доклад на 4-й Всероссийской конференции «Научный сервис в сети Интернет» (проведена МГУ, РостГУ и Институтом вычислительной математики РАН 23-28 сентября 2002 г. в Абрау-Дюрсо).
- Философская библиотечка В. И. Овчаренко с ссылками в том числе на тексты, размещённые в Vivos Voco // sites.google.com
- «Почётная ссылка» // 1543.su
- Шкроб А. М. Электронная образовательная библиотека VIVOS VOCO: восемь лет в российском Интернете
- Шкроб А. М. Российский интернет и российское образование // Электронные библиотеки (сетевой журнал), том 4, № 6, 2001 г.